# 長谷川零余子
長谷川 零余子（はせがわ れいよし、1886年（明治19年）8月20日 - 1928年（昭和3年）7月27日）は、明治から昭和初期にかけて活躍した日本の俳人。
群馬県緑野郡鬼石町（現・藤岡市）出身。本名は長谷川諧三（旧姓富田）。東京大学薬学科専科を卒業。
16歳（1901年）より俳句をはじめ、1905年新聞「日本」「万朝報」に投句し、「日本」の選者河東碧梧桐の知遇を得る。1906年ホトトギス例会に出席するようになる。1912年、高浜虚子に請われてホトトギス編集部に入る。1913年「ホトトギス」の「地方俳句界」の選者となる。1914年「東京日日新聞」（現「毎日新聞」）の選者。1921年「枯野」創刊し主宰する。1926年講演概要筆記「立体俳句論」を「枯野」に掲載。幾何学的な俳風で、知識人層の支持を得た。1928年、山陰地方への旅行から帰った後に発熱し、7月27日に東京府東京市淀橋区柏木（現・東京都新宿区）の自宅において42歳で死去。墓所は杉並区福相寺。
妻は俳人の長谷川かな女。小説家の三田完は孫。

## 主な著書
- 句集「雑草」　枯野社　1924
- 句集「零余子句集第二」　水明発行所　1932
- 「俳句とその作り方」　春水社　1919
- 「新らしき俳句の作り方」　春陽堂　1926
- 「近代俳句史論」日本評論社　1921
- 「袖珍俳句歳時記」（四分冊）　春水社　1918-1922 （編著）
- 「新註俳人の手紙」　春水社　1918　（編著）
- 「大正最新一万句選」　春水社　1919　（編著）
- 「校注解釈蕪村俳句全集」　日本評論社　1922　（編著）
- 「自然へ避難して」　枯野社　1923　（編著）
- 「季題別年代別芭蕉俳句全集」　新詩壇社　1925  （編著）
- 「枯野俳句選集」　枯野社　1926　（編著）